# Каплан, Мортон
Мортон Каплан (англ. Morton Kaplan; 9 мая 1921 — 26 сентября 2017) — американский профессор политических наук, специалист международных отношений, геополитик. Ученик одного из основателей школы функционального анализа Р. Мертона. Опубликовал около 30 книг и 100 статей и монографий.

## Биография
Обучался в Темплском университете (Филадельфия), Стэнфордском университете. В 1951 году защитил докторскую диссертацию на социологическом факультете Колумбийского университета (Нью-Йорк).

## Вклад
По мнению М. Каплана, в ходе исследования международных систем необходимо, в первую очередь, обращать внимание на изучение условий, в рамках которых эти системы существуют или трансформируются. Исходя из этого, он выделяет пять переменных, которые свойственны каждой международной системе:
- основные правила системы, описывающие отношения между акторами (их поведение зависит как от индивидуальной воли и целей, так и от характеристик системы);
- правила трансформации системы, которые выражают законы изменения систем;
- правила классификации акторов;
- правила классификации способностей акторов;
- правила классификации информации[4].

На основе политического реализма М. Каплан выделил несколько типов международных систем (всего шесть), предложенных в опубликованной в 1957 году книге «Система и процесс в международной политике»:
- Система баланса сил (в ней должно существовать не менее пяти великих держав, иначе система трансформируется в биполярную).
- Гибкая биполярная система (участниками являются не только государства, но и союзы и блоки, а также международные организации). Выделяются два подтипа гибкой биполярной системы: иерархизированная (союзники по коалиции подчиняются воле государства-лидера) и неиерархизированная (линия блока формируется на основе взаимных консультаций).
- Жёсткая биполярная система (строгая иерархизация двух существующих блоков, отсутствие нейтральных государств, ограниченная роль универсального актора в лице международных организаций).
- Универсальная система (преобладающая роль универсального актора, высокая степень политической однородности, существование правил поведения в рамках международной системы).
- Иерархическая система (национальные государства теряют своё значение, трансформируясь в территориальные единицы, система мирового государства).
- Система единичного вето (каждый актор может блокировать систему посредством шантажа, самостоятельно защищать себя от любого противника)[5].

По мнению М. Каплана, мультиполярные и биполярные системы несут в себе определённые риски. Исходя из этого, он выделил несколько правил стабильности для каждой из этих систем.
Для мультиполярной системы таких правил шесть:
- расширять свои возможности (лучше с помощью переговоров, а не войны);
- лучше воевать, чем не расширять свои возможности;
- лучше прекратить войну, чем уничтожать великую державу;
- сопротивляться любой нации или коалиции, стремящейся к доминирующему положению в системе;
- противостоять идее подчинения государства высшей власти;
- относиться ко всем великим державам как к партнёрам, позволяя проигравшим странам, вновь стать частью системы[6].

Для биполярной системы М. Каплан выделил четыре правила:
- стремиться к расширению своих возможностей по сравнению с возможностями другого блока;
- лучше воевать, чем позволить противоположному блоку занять доминирующее положение в системе;
- стремиться подчинить цели универсальных акторов своим целям, а цели враждебного блока — целям универсальных акторов;
- стремиться к расширению своего блока, но сохранять терпимость по отношению к неприсоединившимся государствам[7].

Рассматривая основные правила трансформации международных систем, М. Каплан приходит к ряду важных выводов. По его мнению, неиерархизированная гибкая биполярная система тяготеет к мультиполярной системе, а иерархизированная трансформируется либо в жёсткую биполярную, либо в иерархическую систему.